# والی کاکس
والی کاکس (انگلیسی: Wally Cox؛ ۶ دسامبر ۱۹۲۴ – ۱۵ فوریهٔ ۱۹۷۳) بازیگر، صداپیشه و نویسنده اهل ایالات متحده آمریکا بود. وی بین سال‌های ۱۹۴۸ تا ۱۹۷۳ میلادی فعالیت می‌کرد.
از فیلم‌ها یا برنامه‌های تلویزیونی که وی در آن نقش داشته‌است، می‌توان به رویداد بدفورد، سگ قهرمان، گروه خانواده یک و تنها، اصلی، میمون زرنگ و تک‌تیرانداز اشاره کرد.